# Air Hostess (film, 1949)
Pour les articles homonymes, voir Air Hostess.
Pour plus de détails, voir Fiche technique et Distribution.
Air Hostess est un film américain en noir et blanc réalisé par Lew Landers, sorti en 1949.

## Synopsis
Un groupe de femmes arrive dans une école d'hôtesses de l'air et rencontre des hauts et des bas jusqu'au jour de la remise des diplômes.

## Fiche technique
- Titre original : Air Hostess
- Réalisation : Lew Landers
- Scénario : Robert Libott, Frank Burt (screenwriter) (en), Louise Rousseau
- Directeur artistique : Harold H. MacArthur
- Photographie : Allen G. Siegler
- Montage : James Sweeney (film editor) (en)
- Producteur : Wallace MacDonald
- Société de production et de distribution : Columbia Pictures
- Pays de production :  États-Unis
- Langue d'origine : anglais américain
- Format : noir et blanc — pellicule : 35 mm — image : 1,37:1 — son : mono (Western Electric Recording)
- Genre : drame, romance
- Durée : 60 minutes
- Dates de sortie : 
  - États-Unis : 25 août 1949
  - France : 9 février 1951

## Distribution
- Gloria Henry : Ruth Jackson
- Ross Ford : Dennis Hogan
- Audrey Long : Lorraine Carter
- Marjorie Lord : Jennifer White
- William Wright (actor) (en) : Fred MacCoy
- Ann Doran : Virginia Barton
- Olive Deering : Helen Field
- Leatrice Joy : Celia Hansen
- Barbara Billingsley : Madeline Moore
- Harry Tyler : Jeff Farrell
- Jessie Arnold (en) : Mrs. Peabody
- Irene Tedrow : Miss Hamilton
- Grady Sutton : Ned Jenkins
- Helen Mowery (en) : Midge
- Myron Healey : Ralph
- Sarah Edwards : Bertha Hallum
- Isabel Withers (en) : Miss Fish
- Harry Cheshire : Dr Lee